# Mastacembelus strigiventus
Mastacembelus strigiventus är en fiskart som beskrevs av Zhou och Yang 2011. Mastacembelus strigiventus ingår i släktet Mastacembelus och familjen Mastacembelidae. Inga underarter finns listade i Catalogue of Life.